# 瓦丘潘帕區
11°43′15″S 76°35′18″W / 11.7209°S 76.5883°W
瓦丘潘帕區（西班牙語：Distrito de Huachupampa），是秘魯的一個區，位於該國中南部利馬大區的瓦羅奇里省，始建於1964年7月24日，面積76平方公里，海拔高度2,920米，2005年人口422，人口密度每平方公里5.6人。